# Carlota Matienzo
Carlota Matienzo Román (* 1881 in Barcelona; † 1926 in Queens, New York City) war eine puerto-ricanische Lehrerin und Feministin. Sie setzte sich für die Reform des öffentlichen Schulsystems in Puerto Rico ein und war 1917 eine der Gründerinnen der Liga Femínea Puertorriqueña, 1921 zur Liga Social Sufragista erweitert.

## Leben
Carlota Matienzo Román wurde in Barcelona geboren, wo ihre Eltern sich kennengelernt und geheiratet hatten, während ihr aus Puerto Rico stammender Vater Rosendo Matienzo Cintrón Jura studierte. Zu Beginn der 1880er Jahre kehrte die Familie von Barcelona nach Puerto Rico zurück. Sie ließen sich in Mayaguez nieder, wo ihr Vater seine Anwaltskanzlei aufbaute und in der Politik aktiv wurde. Im Jahr 1904 wurde er zum Mitglied des Repräsentantenhauses von Puerto Rico gewählt.
1907 machte Carlota Matienzo ihren Abschluss an der Universität von Puerto Rico, sie gehörte zur ersten Generation von Studierenden der 1903 gegründeten Universität. Anschließend ging sie zum Studium nach New York City, wo sie an der Columbia University Philosophie studierte. Sie kehrte nach Puerto Rico zurück und wurde Lehrerin.
In ihrem Berufsleben arbeitete Matienzo an der Reform des öffentlichen Schulsystems in Puerto Rico, um die Bildung auf alle Schichten der Kinder auszuweiten.
Sie wurde auch in anderen politischen Fragen aktiv. Die Liga Femínea Puertorriqueña, die erste Organisation ihrer Art, die sich für die Rechte der Frauen einsetzte, wurde 1917 von Frauen der „besitzenden, professionellen und intellektuellen Elite“ gegründet, darunter Ana Roque de Duprey, Ángela Negrón Muñoz und Matienzo, die alle Lehrerinnen waren. Die Aktivitäten fielen in den Kontext des 19. Zusatzartikels zur Verfassung der Vereinigten Staaten, in dem Frauenrechtsgruppen in den Vereinigten Staaten und auch in ganz Lateinamerika aktiv waren, zumal die Änderung nicht automatisch in Puerto Rico ebenfalls eingeführt wurde.
Im Jahr 1921 war Carlota Matienzo eine der Gründerinnen, als die Gruppe ihren Namen in Liga Social Sufragista änderte und begann, direkt für das Frauenwahlrecht zu arbeiten. Zu ihren Mitgliedern gehörten Ärztinnen, Schriftstellerinnen und andere Intellektuelle. Sie half, große Konferenzen in San Juan, Ponce, Puerto Rico und Arecibo zu organisieren. Sie gehörte zu den Vertreterinnen, die die Anliegen der Frauen in die Legislative einbrachten. Nachdem sie sich mit der Asociación Feminista Popular de Mujeres Obreras de Puerto Rico verbündet hatte, unterstützte die Liga das allgemeine Wahlrecht.
Matienzo Román blieb ein prominentes Mitglied der Liga bis 1924, als sie sich in zwei nach der politischen Zugehörigkeit unterschiedenen Organisationen aufspaltete. Diejenigen, die bei der Liga blieben, favorisierten die Partido Republicano Puro und deren Partnern. Die Dissidenten rekrutierten Mitglieder aus der Unión de Puerto Rico und deren Partnern.
Als Nächstes wurde sie ein Gründungsmitglied der Women’s Aid Society of Puerto Rico. Sie arbeitete direkt daran, Lösungen für die Probleme von Frauen zu finden.
Matienzo Román starb im Alter von 45 Jahren in Queens und ist auf dem Old Luquillo Municipal Cemetery in Puerto Rico beerdigt.

## Nachleben

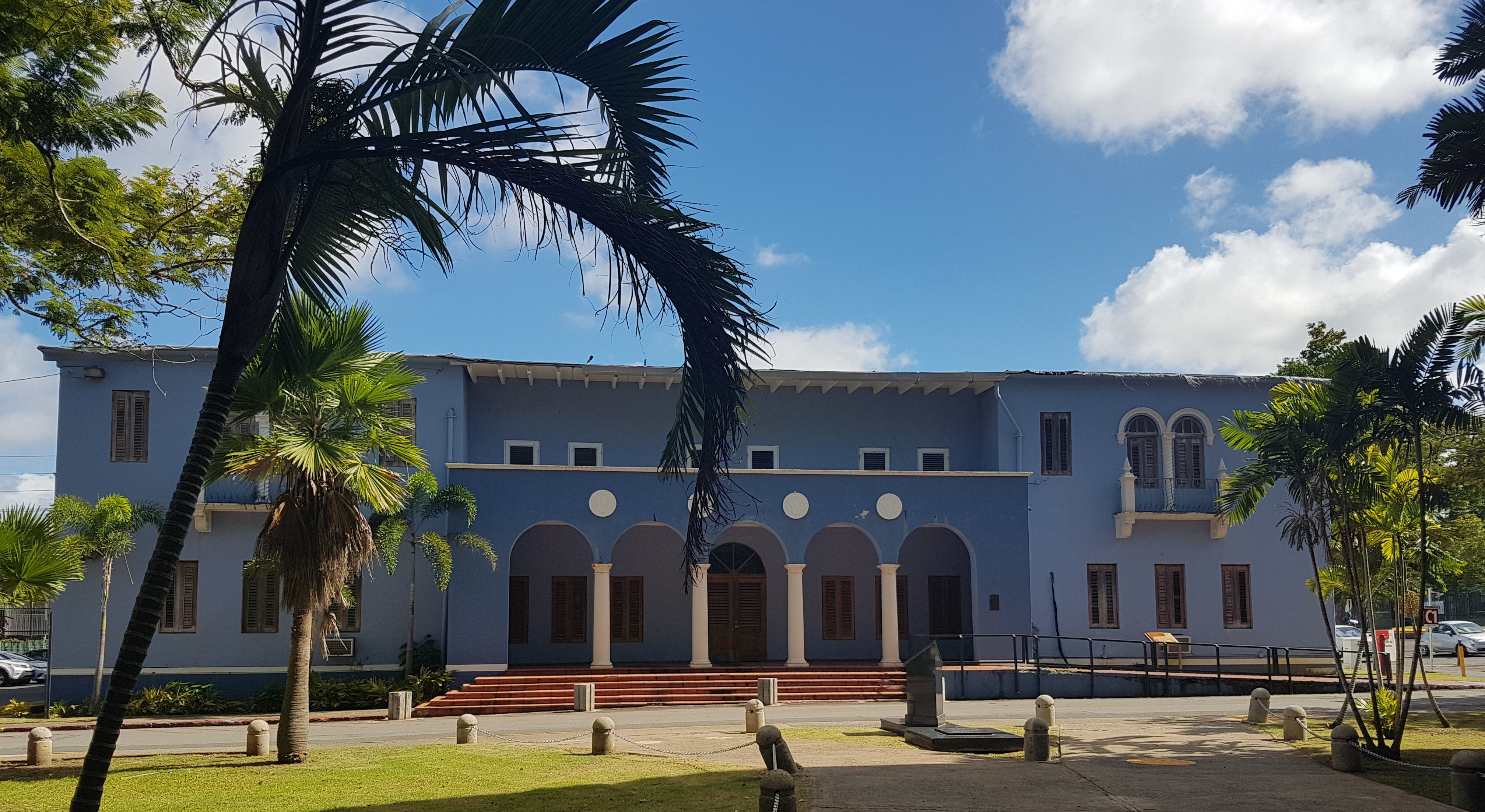
University of Puerto Rico, Rio Piedras Campus, Residencia de Señoritas/Edificio Carlota Matienzo, 2018

Die Universität von Puerto Rico benannte nach ihr auf dem Campus die ehemalige Residencia de Señoritas, die heute die Beratung und psychologische Betreuung von Studierenden beherbergt. Außerdem richtete sie den Carlota-Matienzo-Preis ein, der an Absolventen verliehen wird, die herausragende Fähigkeiten in der Lehre zeigen.
Judy Chicago widmete ihr eine Inschrift auf den dreieckigen Bodenfliesen des Heritage Floor ihrer 1974 bis 1979 entstandenen Installation The Dinner Party. Die mit dem Namen Carlota Matienzo beschrifteten Porzellanfliesen sind dem Platz mit dem Gedeck für Sacajawea zugeordnet.